# Horisme conspicuata
Horisme conspicuata är en fjärilsart som beskrevs av Hirschke 1899. Horisme conspicuata ingår i släktet Horisme och familjen mätare. Inga underarter finns listade i Catalogue of Life.